# Loreta fiski
Loreta fiski är en insektsart som beskrevs av Delong 1983. Loreta fiski ingår i släktet Loreta och familjen dvärgstritar. Inga underarter finns listade i Catalogue of Life.